# Troye Sivan
Troye Sivan, pseudonimo di Troye Sivan Mellet (Johannesburg, 5 giugno 1995), è un cantautore e attore australiano con cittadinanza sudafricana.
Ha interpretato un giovane James Howlett nel film X-Men le origini - Wolverine e in più ha recitato nella serie di film sudafricani di Spud. Svolge l'attività di Youtuber e nel dicembre 2015 raggiunge quota tre milioni di iscritti e 144 milioni di visualizzazioni. Nell'ottobre del 2014, la rivista Time lo ha inserito fra i 25 adolescenti più influenti del 2014.
Il 15 agosto 2014, Sivan entra nel mondo della musica, pubblicando l'EP Trxye, che arriva fino al quinto posto nella classifica Billboard 200. Il singolo d'esordio Happy Little Pill, arriva decimo nelle classifiche australiane. Il 4 settembre 2015, Troye pubblica un altro EP, intitolato Wild. Il suo album di debutto, Blue Neighbourhood, è stato 4 dicembre 2015. Il 31 agosto 2018 esce il suo secondo album, Bloom. Il 21 agosto 2020 arriva un terzo EP del cantante intitolato In a Dream, mentre ad ottobre 2023 viene pubblicato il suo terzo album in studio intitolato Something To Give Each Other.
Il 10 novembre 2023 viene nominato per la prima volta ai Grammy Awards per la sua canzone Rush.

## Biografia
Sivan nasce a Johannesburg, in Sudafrica ma cresce a Perth, in Australia sin dall'età di 2 anni. Dopo aver vissuto per sei anni ad Hollywood Hills, nel 2020 si trasferisce a Melbourne. È di confessione ebraica (suo padre è nato in una famiglia ebraica e sua madre si è convertita all'ebraismo) e dal 2009 è stato istruito in casa. Il suo secondo nome è Sivan, da lui usato come cognome d'arte.

### Vita privata
Il 7 agosto 2010, Troye rivela alla sua famiglia di essere gay. Il 7 agosto 2013, rivela pubblicamente il suo orientamento sessuale attraverso un video sul suo canale YouTube. Troye Sivan è affetto da una lieve forma di Sindrome di Marfan.

## Carriera

### 2006-2013: Gli esordi
Sivan canta al Channel Seven Perth Telethon nelle edizioni del 2006, 2007 e 2008. Nella sua performance del 2006, duetta con il vincitore di Australian Idol, Guy Sebastian. Arriva inoltre alle finali di StarSearch 2007. Il suo EP di debutto, Dare to Dream, viene pubblicato nel febbraio del 2008. Nello stesso mese del 2010, Sivan prende parte al video We Are the World 25 for Haiti (YouTube Edition), realizzato da Lisa Lavie per raccogliere fondi destinati alle vittime del terremoto ad Haiti del 2010. Nel settembre 2012, Troye produce The 2012 Song, raccontando, dal suo punto di vista, gli avvenimenti più importanti dell'anno appena trascorso. Il 5 maggio 2013, pubblica un video chiamato The Fault in Our Stars, ispirato dall'omonimo libro di John Green (in italiano, Colpa delle Stelle). Prima di pubblicare il video ufficiale su YouTube, riceve più di 100.000 condivisioni sul suo account Tumblr, molte delle quali chiedono un video ufficiale. Sivan decide quindi di recarsi al Princess Margaret Hospital for Children, un ospedale per bambini di Perth, dove gira il video ufficiale per la canzone. Lì trascorre la giornata con due bambine malate di cancro, Kimmy e Montana.

#### La carriera su YouTube
Sivan crea il suo canale YouTube il 1º ottobre 2007. Per i primi 5 anni egli pubblica esclusivamente canzoni cantate da lui, con il quale arriva ad avere oltre 27.000 iscritti. Dal settembre 2012, inizia a creare e rendere pubblici dei vlog. Oggi Sivan conta oltre sette milioni di iscritti al proprio canale e più di 1,5 miliardi di visualizzazioni complessive ai propri video. Il suo canale YouTube è il secondo per numero di iscritti in Australia.

### 2013-2015:TrxyeeWILD

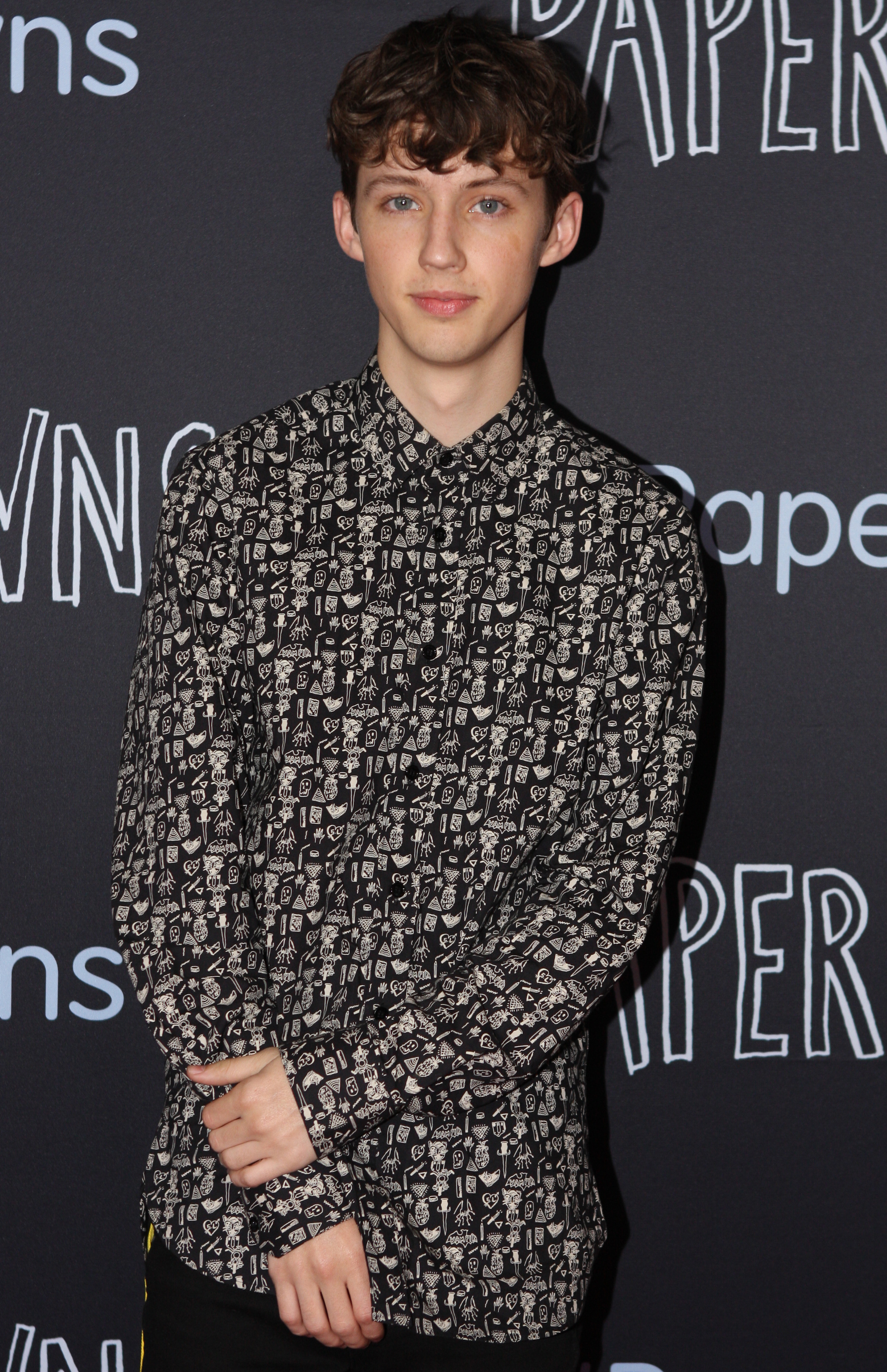
Troye Sivan nel 2015

Sivan sottoscrive il suo primo contratto discografico il 5 giugno 2013 con la EMI Australia (tenuto segreto fino all'anno successivo), con la quale ha collaborato per quasi un intero anno, all'interno di più studi discografici tra cui il Capitol Records Building a Los Angeles. Durante questo periodo, Sivan scrive oltre 40 canzoni, di cui 5 selezionate per il suo primo EP: Trxye. Sivan ha preannunciato la sua pubblicazioni con brevi video nelle sue pagine dei social network Twitter, Instagram e Facebook. Il 27 giugno 2014, durante una delle giornate della conferenza annuale VidCon, tenutasi a Los Angeles, annuncia ufficialmente il suo EP e la data di uscita, 15 agosto 2014, di fronte a 18.000 persone. L'EP debutta direttamente alla prima posizione su iTunes in 55 Paesi e alla quinta posizione nella Billboard 200 la settimana successiva. Il primo singolo estratto, Happy Little Pill, raggiunge la decima posizione nella classifica ARIA Singles Chart ed è stato certificato oro dalla Australian Recording Industry Association, con 35.000 copie vendute.
Il 25 luglio 2015, annuncia il suo secondo EP: WILD. Esso viene pubblicato il 4 settembre e contiene 6 canzoni, inclusi una collaborazione con Broods per la traccia EASE e uno con Tkay Maidza per DKLA. Durante settembre e ottobre, Troye pubblica una trilogia di video musicali, chiamata Blue Neighbourhood, sulla base delle tre canzoni WILD, FOOLS e TALK ME DOWN dell'omonimo album, che esce il 4 dicembre.

### 2015-2017:Blue Neighbourhood
Blue Neighbourhood è il primo album in studio del cantautore australiano Troye Sivan. Il 13 ottobre 2015, Sivan ha rivelato che Wild è servito come introduzione all'album. Le prevendite per l'album, aperte il 15 ottobre 2015, raggiungono, in poche ore, la prima posizione su iTunes in dieci paesi, tra cui la Stati Uniti. Talk Me Down è stato incluso come singolo promozionale a coloro che preordinavano l'album ed era l'unica canzone inedita resa disponibile prima della distribuzione. Youth è stato commercializzato come terzo singolo estratto dall'album. La canzone, in anteprima esclusiva il 12 novembre su Shazam Top 20 alle 07:00, è stata ufficialmente commercializzata in tutto il mondo dopo la mezzanotte in ogni paese (il 13 novembre).
L'album è accompagnato da tre video musicali, che seguono la trama di due amici d'infanzia maschi, coinvolti in una relazione romantica e le lotte che la loro relazione omosessuale deve affrontare. I primi due video della trilogia, Wild e Fools, erano già stati etichettati sotto il nome di Blue Neighbourhood da Sivan prima che annunciasse che sarebbe stato il nome dell'album. Entrambi sono stati pubblicati nel mese di settembre del 2015.
Il 14 ottobre 2015, Troye Sivan pubblica un teaser video che annuncia l'album in studio. Nel teaser, si sentono in sottofondo, frammenti di Happy Little Pill, Wild, Fools, e una canzone allora inedita, tratta dall'album intitolato Youth, che è diventato il terzo singolo estratto dall'album. L'ultimo video di Talk con Me Down è stato pubblicato il 20 ottobre 2015. Esso raffigura la morte dell'amore di infanzia di Sivan, che salta da un dirupo dopo il funerale di suo padre, dopo aver sofferto per anni di omofobia. Sivan ha fornito una linea di prevenzione al suicidio (per i paesi dove sono disponibili) dopo la sua uscita.
Blue Neighbourhood ha ricevuto un riconoscimento generale dalla critica musicale. Da Metacritic, che assegna un punteggio massimo di 100 nelle recensioni da parte della critica mainstream, l'album ha ricevuto un punteggio medio di 80, che indica "recensioni generalmente favorevoli", sulla base di 4 recensioni. Everett True, per il The Guardian, ha dato all'album cinque stelle, commentando che "è difficile trovare un difetto in Blue Neighbourhood" e lodando Sivan per "catturare il suono dei giorni d'oggi così bene". Neil Z. Yeung, per AllMusic, l'ha elogiato commentando la voce di Sivan come "appassionata e semplice, graffiata e senza fiato" e notando i temi dell'album con "spezza cuore e affermato" che lo rendono "una frizzante, esperienza trionfante". La scrittrice per Billboard, Kenneth Partridge, ha commentato che "al posto di originalità, Sivan vende vulnerabilità" e ha fatto un confronto di strumentazione dell'album con quelli di Lorde e Taylor Swift. Bernard Zuel, per The Sydney Morning Herald, ha descritto Sivan come una "voce-caffè-e-crema [...] ad arte catturata tra l'infanzia e l'età adulta". Scrittori per il Herald Sun hanno elogiato la voce di Sivan, definendolo "senza paura e onesto in un modo che la maggior parte delle pop star non sono" e hanno notato l'apertura del contenuto dei testi dell'album che "non [timido] lontano da pronomi come molti prima di lui". Jules Lefevre, per Rolling Stone Australia, commenta la voce di Sivan come "mezzo di produzione elettronica che riesce ad essere fortemente intricate" e che "fornisce queste gemme tranquille della saggezza giovanile con sufficiente umiltà, in modo da risultare accattivante piuttosto che precoce".

### 2018-2019:Bloom

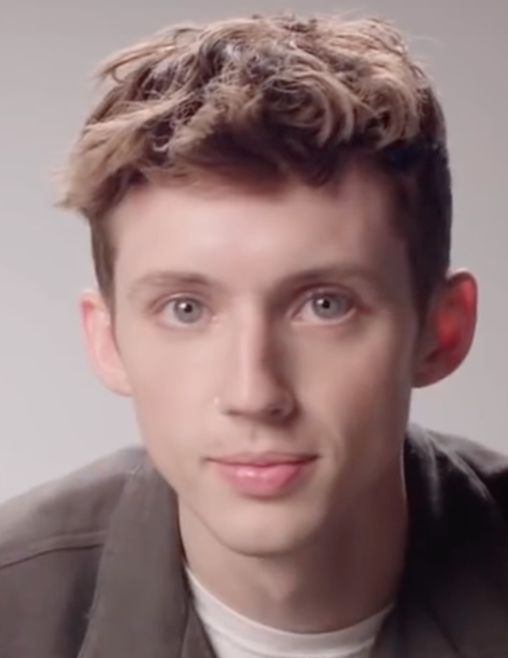
Troye Sivan nel 2019

L'11 gennaio 2018 è uscito My My My!, il singolo di lancio per il secondo album di Troye. Una traccia promozionale, The Good Side, è stata messa in commercio la settimana successiva.
Il 2 maggio 2018 è uscito Bloom, il nuovo singolo. Mentre il 13 giugno è stata pubblicata la canzone Dance to This cantata con Ariana Grande. Da quel momento è preordinabile online il nuovo album Bloom in uscita il 31 agosto 2018. L'album è stato successivamente promosso attraverso il "Bloom Tour".
L'ultima traccia promozionale prima dell'uscita dell'album è Animal, pubblicata il 9 Agosto 2018 e dedicata al suo ex compagno Jacob Bixenman. Sempre nel 2018, Troye Sivan recita nel film "Boy Erased" al fianco di Nicole Kidman, Russel Crowe ed altri divi di Hollywood.
Nel 2019, Troye Sivan ha collaborato con i cantanti Allie X, Lauv e Charlie XCX rispettivamente nei brani "Love Me Wrong", "I'm So Tired" e "1999". Successivamente, Troye e Charlie XCX hanno collaborato di nuovo in "2099".

### 2020-2022:In a Dream
Nel 2020, Troye Sivan ha iniziato a pubblicare nuovi singoli atti a promuovere un progetto discografico in uscita. Il primo brano ad uscire sarà Take Yourself Home, seguito, il 15 luglio, dalla canzone Easy, e annuncia che il suo quinto EP intitolato In a Dream sarà disponibile dal 21 agosto 2020. Il 5 agosto 2020, prima dell'uscita dell'EP, Sivan pubblica il singolo Rager Teenager!.
Nel dicembre del 2020 collabora con Kacey Musgraves e Mark Ronson nel remix della sua canzone Easy.
Nel 2021 esce la canzone You, insieme alla cantautrice Tate McRae e il Dj Regard, la versione estesa di could cry just thinkin about you, singolo proveniente dal suo ultimo EP, con il quale si è esibito durante un suo concerto livestream, e il brano inedito Angel Baby il 10 settembre.
Nel 2022 entra a far parte del cast della serie televisiva The Idol prodotta da HBO.
Nel dicembre del 2022 collabora con PNAU nella canzone You Know What I Need.

### 2023-in corso:Something To Give Each OthereSweat Tour
Il 13 luglio 2023 in occasione del lancio del singolo, Rush, Troye annuncia l'uscita, prevista per il 13 ottobre dello stesso anno, di Something To Give Each Other, suo terzo album in studio dopo ben cinque anni dall'uscita del secondo. Il 20 settembre 2023 esce il secondo singolo estratto dall’album, intitolato Got Me Started. Insieme all'album esce anche il terzo singolo estratto da esso, intitolato One of Your Girls. Il quarto singolo estratto da esso sarà Honey, del quale usciranno dei remix di Mura Masa il 16 maggio 2024.
Il 10 novembre 2023 riceve due nomination ai Grammy Awards per Rush nelle categorie "Best Music Video" e "Best Pop Dance Recording".
Nel 2024 annuncia il Sweat Tour insieme a Charli xcx, con special guest Shygirl, in giro per il Nord America. Il 12 settembre 2024 collabora al remix della canzone Talk Talk di Charli xcx tratta dall’album Brat.

## Discografia
- 2015 – Blue Neighbourhood
- 2018 – Bloom
- 2023 – Something to Give Each Other

## Tournée

### Artista principale
- 2015 – Troye Sivan Live
- 2016 – Blue Neighbourhood Tour
- 2016 – Suburbia Tour
- 2018/19 – Bloom Tour
- 2024 – Something to Give Each Other Tour
- 2024 – Sweat (con Charli XCX)

## Filmografia

### Cinema
- X-Men le origini - Wolverine (X-Men Origins: Wolverine), regia di Gavin Hood (2009)
- Spud, regia di Donovan Marsh (2010)
- Betrand the Terrible, regia di Karen Farmer – cortometraggio (2011)
- Spud 2: The Madness Continues, regia di Donovan Marsh (2013)
- Spud 3: Learning to Fly, regia di John Barker (2014)
- Boy Erased - Vite cancellate (Boy Erased), regia di Joel Edgerton (2018)
- Three Months, regia di Jared Frieder (2022)
- Qantas, I still call Australia home, regia di Kiku Ohe - cortometraggio (2022)

### Televisione
- The Idol – serie TV, 5 episodi (2023)

## Teatro
- 2007: Oliver! – nel ruolo di Oliver Twist
- 2010: Aspettando Godot – nel ruolo di un ragazzo

## Doppiatori italiani
Nelle versioni in italiano delle opere in cui ha recitato, Troye Sivan è stato doppiato da:
- Manuel Meli in X-Men le origini - Wolverine
- Omar Vitelli in Boy Erased - Vite cancellate
- Lorenzo De Angelis in The Idol

## Riconoscimenti
- Golden Globes
  - 2019 - Candidatura alla miglior canzone originale per Revelation
- ARIA Music Awards
  - 2016 - Candidatura all'Album dell'anno per Blue Neighbourhood
  - 2016 - Candidatura al Miglior artista maschile per Blue Neighbourhood
  - 2016 - Candidatura alla Miglior Release Pop per Blue Neighbourhood
  - 2016 - Miglior Video per Youth
  - 2016 - Canzone dell'anno per Youth
  - 2018 - Candidatura all'Album dell'anno per Bloom
  - 2018 - Candidatura al Miglior artista maschile per Bloom
  - 2018 - Candidatura alla Miglior Release Pop per Bloom
  - 2018 - Candidatura alla Canzone dell'anno per My My My!
  - 2020 - Candidatura al Miglior video per Easy
  - 2020 - Candidatura al Miglior artista maschile per In a Dream
  - 2020 - Candidatura alla Miglior Pop Release per In a Dream
  - 2021 - Candidatura al Miglior video per Could Cry Just Thinking About You
  - 2023 - Candidatura alla Miglior canzone dance per You Know What I Need
  - 2023 - Candidatura alla Miglior Pop Release per Rush
  - 2023 - Miglior artista solista per Rush
  - 2023 - Canzone dell'anno per Rush
- Australian Music Prize
  - 2023 - Candidatura per Something to Give Each Other
- Billboard Music Awards
  - 2022 - Candidatura alla Miglior canzone dance/elettronica per You
- GLAAD Media Awards
  - 2016 - Miglior artista musicale per Blue Neighbourhood
  - 2017 - Stephen F. Kolzak Award
  - 2019 - Candidatura al Miglior artista musicale per Bloom
- Grammy Awards[34]
  - 2024 - Candidatura alla miglior registrazione pop dance per Rush
  - 2024 - Candidatura al miglior videoclip per Rush
  - 2025 - Candidatura alla miglior registrazione pop dance per Got Me Started
- Teen Choice Awards 2011 – Choice Web Collaboration[35]
- NewNowNext Award 2014 – Best New Social Media Influencer (Male)[36]
- YouTube Music Awards 2015[37]
- Nickelodeon Kids' Choice Awards 2015 – Favorite Aussie/Kiwi Internet Sensation[38]
- MTV Europe Music Awards 2015 – Artist On The Rise